# Max Salminen
Max Salminen (ur. 22 września 1988 w Lund) – szwedzki żeglarz sportowy, złoty medalista olimpijski z Londynu.
Zawody w 2012 były jego pierwszymi igrzyskami olimpijskimi. Po medal sięgnął w klasie Star, gdzie jego partnerem był Fredrik Lööf.